# Hans-Edgar Endres
Hans-Edgar Endres (* 17. August 1894 in Metz; † unbekannt) war ein deutscher Bobfahrer.

## Karriere
Hans-Edgar Endres trat bei den Olympischen Winterspielen 1928 im Fünferbob zusammen mit Paul Martin, Rudolf Soenning, Paul Volkhardt und Karl Reinhardt an. Sie belegten lediglich den 18. Platz.